# Palanga
Palanga ( escoltar (?·pàg.) (lituà)), és una ciutat turística a l'oest de Lituània, en la costa de la mar Bàltica. És el lloc d'estiueig més actiu de Lituània, té platges de sorra (18 km de llarg i fins a 300 m d'amplada) i amb dunes. Oficialment té l'estament com d'un municipi de ciutat i inclou Šventoji, Nemirseta, Būtingė i d'altres assentaments, que es consideren com a part de la ciutat de Palanga. L'any 2013, la ciutat de Palanga va ser escollida com «Capital Lituana de la Cultura».

## Història
Als documents històrics el nom de Palanga s'esmenta per primera vegada el 1161 quan el rei Valdemar I de Dinamarca va desembarcar allà amb el seu exèrcit i va capturar el castell dels curonians. Entre els segles XIII i XV, els habitants de Palanga van haver d'enfrontar-se als cavallers teutònics al sud i els Germans Livonians de l'Espasa al nord. Els seus adversaris no van poder aconseguir el seu objectiu de capturar la costa marítima des de Klaipėda a Šventoji. Encara que Klaipėda va passar a les mans dels senyors feudals alemanys sota el Tractat de Melno, el 1422, Palanga i Šventoji van romandre sota control de Lituània. Les dues ciutats es van desenvolupar gràcies als seus ports i els seus grans centres de comerç. Els comerciants britànics van establir empreses en Šventoji el 1685. Durant la Gran Guerra del Nord, l'exèrcit suec va desvastar Palanga i va destruir el port de Šventoji, blocant l'entrada amb roques l'any 1701.

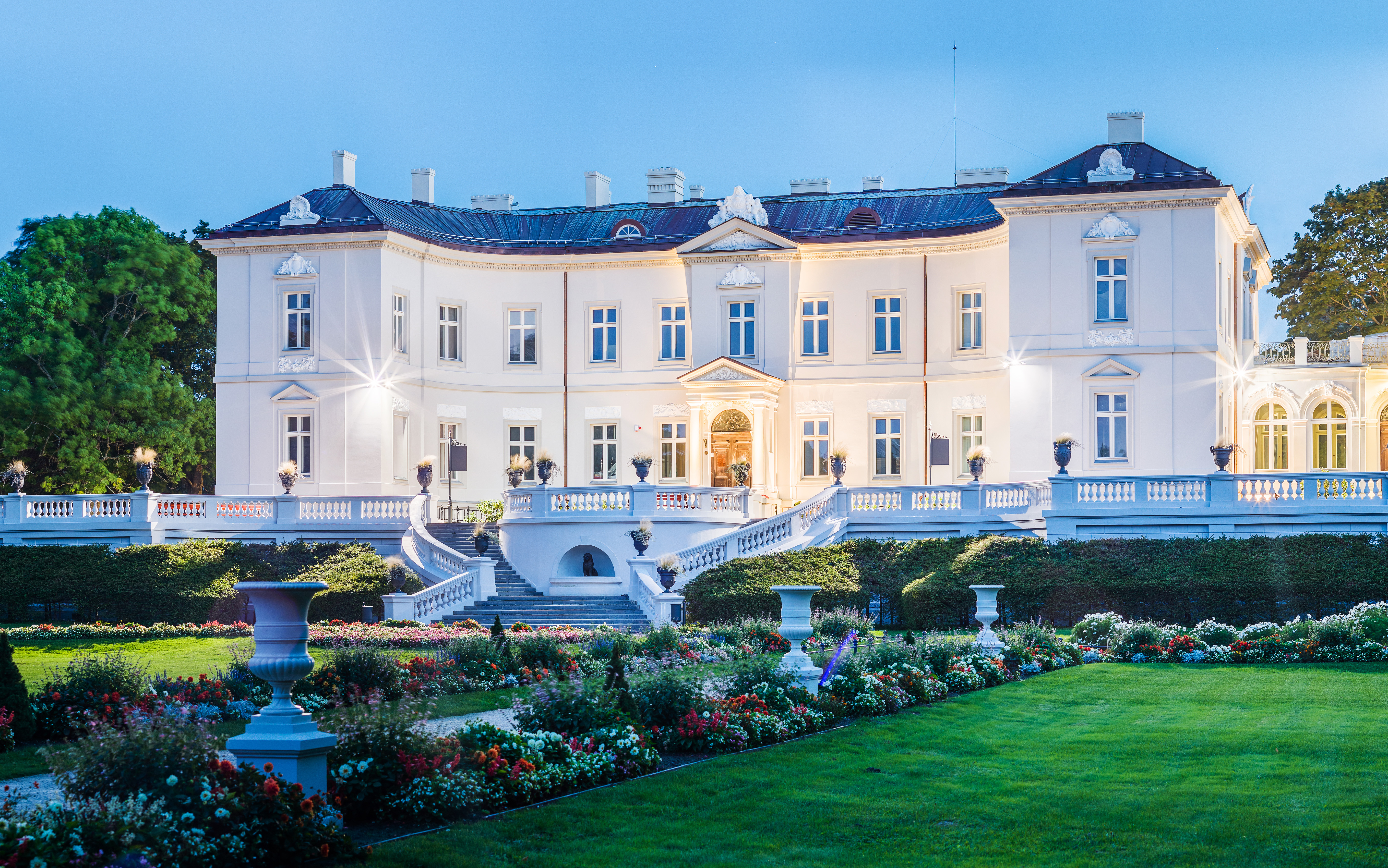
Museu del Ämbar de Palanga

Palanga va ser comprada el 1824 pel comte Michał Tyszkiewicz. El seu net Józef Tyszkiewicz va construir un moll i vaixells dedicats al transport de passatgers i de maons de la propera Liepāja. Palanga va començar a desenvolupar-se com un centre turístic al segle xix. El moll ha estat un lloc favorit per passejar i fer d'altres activitats recreatives des de 1892. El fill de Józef Tyszkiewicz, Feliks Tyszkiewicz, va construir el Palau Tiškevičiai en estil neorenaixentista el 1897. El paisatgista francès Édouard André va dissenyar un gran parc prop del palau, entre els anys 1897 i 1907. El palau va esdevenir un lloc de reunió favorit on s'organitzaven concerts.
A propòsit de la prohibició de la premsa en llengua lituana de l'any 1864, Palanga va esdevenir un lloc important per al contraban de publicacions lituanes des de l'oest. Marcijonas Jurgaitis, Liudas Vaineikis i el notari Jonas Kentra, van tenir un paper important en aquesta activitat. El Palau Tiškevičiai va esdevenir un jardí botànic el 1960. Conté dos-cents tipus diferents d'arbres i arbusts, entre ells un roure plantat pel president Antanas Smetona. El palau alberga el Museu de l'Ambre de Palanga, que compta amb una gran col·lecció de joies en ambre. També s'organitzen concerts simfònics i festivals de música, per regla general a l'estiu.

## Llegenda
Segons una llegenda, hi havia un santuari pagà al peu d'un pujol a Palanga, on una formosa sacerdotessa nomenada Birutė, la feia servir per a les seves cerimònies. Kęstutis el Gran Duc de Lituània, havia sentit parlar de la bellesa de Birutė i va aconseguir convertir-la en la seva esposa. Està escrit a la Crònica Bychowiec (Bychowiec Chronicle) que Birutė: «no va donar el seu consentiment, i va respondre que havia promès als déus continuar sent verge mentre visqués. Kęstutis va recórrer aleshores a portar-la per la força i amb gran pompa la va portar a la seva capital, Trakai, on va celebrar un luxós casament i va invitar tots els seus parents...» Kęstutis va ser posteriorment assassinat i Birutė va tornar a Palanga on va reprendre el seu servei en el santuari fins a la seva mort. La llegenda afirma que va ser enterrada al pujol que ara porta el seu nom.

## Ciutats agermanades
- Simrishamn, Suècia
- Frederiksberg, Dinamarca
- Pärnu, Estònia
- Jurmala, Letònia
- Liepāja, Letònia
- Łódź, Polònia
- Bergen en Rügen, Alemanya